# Пам'ятник воїнам-визволителям міста Сєвєродонецька Танк Т-34
Пам'ятник воїнам-визволителям міста Сєвєродонецька Танк Т-34 — пам'ятник у вигляді танка Т-34 на постаменті, присвячений військовослужбовцям Червоної армії, які визволяли місто від гітлерівських військ. Розташований у місті Сєвєродонецьк Луганської області.

## Історія
Ініціатива встановлення пам'ятника належала міській комсомольській організації. Вибір зробили на користь танку тому, що саме 110-та танкова бригада 18-го танкового корпусу під командуванням Костянтина Георгобіані визволяла місто від німецько-нацистських військ під час Другої світової війни.
Танк спочатку хотіли підняти з дна Сіверського Дінця. Але це завдання виявилося буквально «непідйомним». Тоді було вирішено взяти танк з військової частини.
Довго обирали місце встановлення пам'ятника. Спочатку хотіли побудувати його на майдані Перемоги. Але увагу головного архітектора міста, який виконав проект, привернув пустир біля навчального корпусу вечірнього відділення Рубіжанської філії Ворошиловградського машинобудівельного інституту (нині Сєвєродонецький технологічний інститут). Він мав занадто неестетичний вигляд. Тому саме тут було вирішено розбити сквер та поставити пам'ятник.
Роботи з будівництва виконували комсомольці та працівники будівельного управління тресту № 2 «Сєвєродонецькхімбуд». Підприємством «Сєвєродонецькзалізобетон» було виготовлено плити для покриття площадки. Декоративні ґрати були виготовлені головним токарем в РМЗ об'єднання «Азот» Лагуновим Борисом Митрофановичем. Танк — справжню бойову машину — доставили в місто і відремонтували фахівці управління механізації № 19 тресту «Промхіммонтаж». Технікою будівництво забезпечувало управління механізації комбінату «Ворошиловградхімбуд».
7 травня 1985 року монумент був відкритий. При відкритті був організований мітинг. У 1999 році до 75-ти річчя міста пам'ятник був капітально відреставрований.

## Опис
Пам'ятник розташований у сквері Слави. На лежать бетонні плити, посередині встановлений п'єдестал п'ятиметрової висоти. Недалеко від нього — гранітні протитанкові надовби, через які ніби проривається машина, у верхній частині чавунних ґрат металевими літерами набрані слова:
Остыла от огня броня, но не остыла наша память
.